# Simmern/Hunsrück
Simmern/Hunsrück är en stad i Rhein-Hunsrück-Kreis i förbundslandet Rheinland-Pfalz i Tyskland. Namnet ändrades från Simmern till Simmern/Hunsrück 1 februari 1971.
Staden ingår i kommunalförbundet Verbandsgemeinde Simmern-Rheinböllen tillsammans med ytterligare 43 kommuner.